# Латимер, Айви
 А́йви Джой Ла́тимер (англ. Ivy Joy Latimer; род. 1 декабря 1994, Калифорния, США) — австралийская актриса, известная по роли Никси в сериале «Секрет острова Мако».

## Биография
Родилась 1 декабря 1994 года в Калифорнии (США), но когда ей было 6 лет её семья переехала в Ньюкасл (Австралия).
Айви приняла участие в школе исполнительских искусств в Бродмедоу (Ньюкасл), а в 2007 году приняла участие, наряду с некоторыми одноклассниками, в любительском кинофестивале «Shoot Out», заняв второе место в категории до 18 лет. С 2002 по 2003 год она была приглашённой звездой в сериале White Collar Blue, где она сыграла Лель.
С 2004 по 2006 год она появилась в 7 эпизодах телешоу «Люби, как я хочу» в роли Эшли МакКласки, а с 2010 по 2011 год играла Анжелу Карлсон — девушку, которая ненавидит монстров — в сериале «Я и мои монстры».
В мае 2012 года получила роль Никси — одну из ведущих ролей сериала «Тайны острова Мако».
В 2012 году стала финалисткой Мельбурнского международного фестиваля комедии. В июле 2014 года её пригласили в развлекательное комедийное австралийское телешоу «STUDIO 3», в качестве ведущей.

## Фильмография
| Год       |    | Русское название       | Оригинальное название | Роль             |
| --------- | -- | ---------------------- | --------------------- | ---------------- |
| 2002      | с  | Все святые             | All Saints            | Мадлен Джеймс    |
| 2002      | тф | Сине-белый воротничок  | White Collar Blue     | Лель             |
| 2003      | с  | Grass Roots            | Grass Roots           | Шантелль         |
| 2002—2003 | с  | Сине-белый воротничок  | White Collar Blue     | Лель             |
| 2004      | с  | Повара                 | The Cooks             | Изабелла         |
| 2005      | с  | Домой и в путь         | Home and Away         | Оливия Фрейзер   |
| 2004—2006 | с  | Люби, как я хочу       | Love My Way           | Эшли МакКласки   |
| 2009      | ф  | Франсва Шарль          | Franswa Sharl         | Кэсси Бишоп      |
| 2009      | ф  | Неприятности случаются | Accidents Happen      | Линда Конвей     |
| 2010—2011 | с  | Я и мои монстры        | Me and My Monsters    | Анжела Карлсон   |
| 2011      | с  | Криминальная Австралия | Underbelly            | Констанс Соломон |
| 2013      | с  | Тайны острова Мако     | Mako Mermaids         | Никси            |
| 2014      | с  | Studio 3               | Studio 3              | Играет саму себя |